# Научно-исследовательский институт электронных вычислительных машин
Научно-исследовательский институт электронных вычислительных машин (НИИЭВМ) — один из первых научных центров начала разработки и применения компьютеров в СССР. Ныне находится в Республике Беларусь.

## История
15 ноября 1958 года Постановлением ЦК и Совета министров Белорусской ССР № 749-55СС на основании Постановления ЦК КПСС и Совета министров СССР от 06.10.1958 № 1121—541 при Минском заводе ЭВМ им. Орджоникидзе было создано Специальное конструкторское бюро (СКБ завода им. Г. К. Орджоникидзе). В 1964 году оно было выделено в самостоятельное научно-исследовательское учреждение, а с 1972 года зарегистрировано как Научно-исследовательский институт электронных вычислительных машин (НИИЭВМ).
После распада СССР, с 1996 года стало называться Государственное предприятие Научно-исследовательский институт электронных вычислительных машин (ГП «НИИЭВМ»). В соответствии с приказом Министерства промышленности Республики Беларусь от 07.06.2000 № 163 «О приведении устава Государственного предприятия „Научно-исследовательский институт электронных вычислительных машин“ в соответствие с действующим законодательством», «НИИЭВМ» стало Научно-исследовательским республиканским унитарным предприятием, а также правопреемником всех прав и обязанностей Государственного предприятия «Научно-исследовательский институт электронных вычислительных машин». Решением Мингорисполкома от 30.06.2000 № 733 Научно-исследовательское республиканское унитарное предприятие «НИИЭВМ» (УП «НИИЭВМ») было зарегистрировано в Едином государственном реестре юридических лиц за № 100219724. Затем, Указом Президента Республики Беларусь от 30.12.2003 № 597 «О некоторых вопросах Государственного военно-промышленного комитета Республики Беларусь» «НИИЭВМ» было передано из ведения Министерства промышленности Республики Беларусь в ведение Государственного военно-промышленного комитета Республики Беларусь (Госкомвоенпрома).
В соответствии с приказом Минского городского территориального фонда государственного имущества от 20.12.2008 № 153 «О создании открытого акционерного общества в процессе приватизации объекта республиканской собственности научно-исследовательского республиканского унитарного предприятия „НИИЭВМ“» Минским горисполкомом 16.01.2009 было зарегистрировано Открытое акционерное общество «Научно-исследовательский институт электронных вычислительных машин» в Едином государственном регистре юридических лиц и индивидуальных предпринимателей за № 100219724. Общество стало преемником прав и обязанностей УП «НИИЭВМ». Наконец, Министерством экономики Республики Беларусь от 21.09.2011 за № 31 был зарегистрирован холдинг «Геоинформационные системы управления» в состав, которого вошло ОАО «НИИЭВМ».
С апреля 2024 года институт находится в санкционном списке США, с августа того же года – в санкционных списках Великобритании и Канады.

## Руководители
| - Лопато Георгий Павлович (1958—1961) - Купленский Серафим Николаевич (1961—1964) - Лопато Георгий Павлович (1964—1987) - Пыхтин Вадим Яковлевич (1987—1988) - Тушинский Александр Иосифович (1988—1992) - Пыхтин Вадим Яковлевич (1992—1994) - Асцатуров Рубен Михайлович (1994—1998) - Сидорик Павел Иосифович (1998—2010) - Горячко Генрих Викторович (2010—2017) - Степченков Олег Витальевич (с 2017) | - Лопато Георгий Павлович (1959—1964) - Пржиялковский Виктор Владимирович (1964—1971) - Смирнов Геннадий Дмитриевич — заместитель директора по научной работе (1971—1998) - Чалайдюк Михаил Фомич (1979—1993) - Асцатуров Рубен Михайлович (1992—1994) - Семенюк Степан Серафимович (1993—1999) - Барташевич Андрей Иосифович (1999—2003) - Жаворонков Дмитрий Борисович (2003—2005), технический директор - Хальков Геннадий Ярославович (2005—2010) - Воропаев Игорь Григорьевич (2010—2012) - Пичугин Олег Игоревич (2012—2014) - Воропаев Игорь Григорьевич (2014—2015) - Степченков Олег Витальевич (2015—2017) - Ольховик Анатолий Александрович (с 2017) |

## Разработки

### Серия «Минск»
Первой ЭВМ минской серии стала «Минск-1», разработанная за 18 месяцев: испытания ЭВМ прошли в сентябре 1960 года и в том же году появились первые серийные машины. Эта ламповая ЭВМ выпускалась серийно до 1964 года, всего Минский завод ЭВМ им. Орджоникидзе изготовил 230 машин «Минск-1», включая модификации: «Минск-100» и «Минск-11» (1961), «Минск-12» (1962), а также «Минск-14» и «Минск-16» (1962).
В 1962 году была создана базовая модель нового семейства — «Минск-2». Она явилась первой серийной полупроводниковой ЭВМ в СССР. На базе ЭВМ «Минск-2» были разработаны её модификации: «Минск-22», «Минск-222», «Минск-22М», а также «Минск-26» и «Минск-27». В 1966 году появилась ЭВМ «Минск-23» — первая машина в СССР с символьной логикой и переменной длиной слова и команды.
Следующая серия ЭВМ «Минск-32» — предназначалась для решения широкого круга научно-технических, инженерных и планово-экономических задач. «Минск-32» — первая отечественная ЭВМ второго поколения, механическая сборка и электрический монтаж которой были поставлены на конвейер. Выпускалась до конца 1975 и в первой половине 1970-х годов эта ЭВМ была самой распространённой вычислительной машиной в СССР.
Создание и внедрение в народное хозяйство СССР ЭВМ второго поколения типа «Минск» было отмечено в 1970 году Государственной премией СССР и премией Ленинского комсомола.

### СерияЕС ЭВМ
В 1968 году Минскому проектному бюро было поручено создание первой модели Единой системы ЭВМ, получившей шифр ЕС-1020. В сентябре 1971 года было закончено проектирование и в этом же году начато серийное производство первой в СССР машины третьего поколения и первой машины Единой системы ЭВМ — ЕС-1020. Она обеспечивала полную программную совместимость с ЭВМ IBM/360 и с другими моделями ЕС ЭВМ, появлявшимися позже. За время серийного выпуска (до 1975 года) на заводах Белоруссии и Болгарии было произведено 800 ЭВМ ЕС-1020.
В 1975 году была создана новая модель Единой системы ЭВМ — ЕС-1022, которая имела в четыре раза бо́льшую производительность, чем ЕС-1020. Серийное производство этой модели было начато в том же году. До 1982 года заводы Белоруссии выпустили около 4000 ЭВМ ЕС-1022.
В 1977 году коллектив института завершил разработку очередной модели Единой системы — ЭВМ ЕС-1035, которая стала первой машиной второго ряда ЕС ЭВМ (ЕС ЭВМ-2). Серийное производство этой модели началось в 1977 году и прекратилось в 1986 году. За это время было выпущено более 2100 вычислительных машин ЕС-1035.
Следующей моделью ЕС ЭВМ стала машина ЕС-1036. Её создание было закончено в 1983 году и тогда же было начато серийное производство. Модель ЕС-1036 была дальнейшим развитием модели ЕС-1035 и имела в два раза большие быстродействие. До 1989 года было выпущено 1866 ЭВМ этого типа.
Последними моделями из серии ЕС ЭВМ были ЕС-1130 и ЕС-1230 — модели четвёртого ряда ЕС ЭВМ (ЕС ЭВМ-4). ЕС-1130 производилась до 1995 года, было выпущено 437 штук. ЕС-1230 выпускалась до 2000 года.

## Достижения
В НИИЭВМ стали лауреатами:
- Государственной премии СССР — Пржиялковский В. В., Лопато Г. П., Бостанджян Ю. Г., Смирнов Г. Д., Шуняков Л. И., Мальцев Н. А., Столяров Г. К., Пыхтин В. Я., Пыхтин А. Я., Ковалевич Э. В., Чупригина Л. Т., Чалайдюк М. Ф., Смирнов Г. Д.
- Ленинской премии — Смирнов Г. Д.
- Премии Ленинского комсомола — Качков В. П., Ковалевич Э. В., Неменман М. Е., Пыхтин В. Я.

Более 70 специалистов НИИЭВМ были награждены орденами и медалями СССР, из них орденом Ленина — директор института Лопато Г. П.